# Chazaliella poggei
Chazaliella poggei är en måreväxtart som först beskrevs av Karl Moritz Schumann, och fick sitt nu gällande namn av Ernest Marie Antoine Petit och Bernard Verdcourt. Chazaliella poggei ingår i släktet Chazaliella och familjen måreväxter.
Artens utbredningsområde är Kongo-Kinshasa. Inga underarter finns listade i Catalogue of Life.